# Aliénor de Poitiers-Valentinois
Aliénor ou Éléonore de Poitiers-Valentinois, née vers 1444, était la fille de la comtesse de Poitiers-Valentinois. Elle était aussi la vicomtesse de Furnes.

## Biographie
Elle est l'un des nombreux enfants d'Isabeau de Sousa, descendante de la Maison de Portugal et dame de compagnie d'Isabelle de Portugal, et de Jean de Poitiers-Valentinois, seigneur d'Arcis-sur-Aube, qu'elle épousé en 1429. Cette maison de Poitiers-Valentinois n'ayant strictement aucun lien avec la Maison de Poitiers-Aquitaine. Aliénor demeura en Bourgogne pendant sept ans, avant d'être mariée à Guillaume de Stavele, vicomte de Furnes (Veurne en néerlandais) en Flandre.
En plus de ses observations, Aliénor cite celles de sa mère ainsi que celles de Jeanne d'Harcourt, épouse du comte Guillaume II de Namur en 1391. La collection résultante de coutumes de la cour française couvre trois générations de femmes et plus d'un siècle.

## Ouvrage
Aliénor de Poitiers-Valentinois est connue en tant qu'auteure de Les honneurs de la cour, un ouvrage sur l'étiquette de la cour écrit entre 1484 et 1491. Il donne les détails de la structure et des règles du rituel de la cour ainsi que de l'étiquette appropriée en fonction des différentes classes sociales et situations. Elle s'est particulièrement intéressée aux conventions observées lorsque des dames de différents rangs étaient allongées dans la chambre des naissances. Les honneurs de la cour ne doit pas être confondu avec les Honneurs de la Cour, un livre du XVIIIe siècle servant à déterminer le rang d'un noble.